# 枹罕郡
枹罕郡，北周、隋朝时设置的郡。五胡十六国时曾设枹罕护军。

## 北朝枹罕郡
北周设置枹罕郡，治所在枹罕县（今甘肃省临夏市）。包括今甘肃省临夏附近地区。隋朝开皇年间废除。

## 隋代枹罕郡
大业三年（607年），改河州为枹罕郡。户一万三千一百五十七，下辖四县：枹罕县、龙支县、大夏县、水池县。唐朝初年再改为河州，天宝年间更名为安昌郡。